# Група компаній «Парус»
Група компаній «Парус» — українська компанія, розробник програмного забезпечення для підприємств малого та середнього бізнесу, великих корпорацій і холдингів, а також установ та організацій державного сектору економіки.

## Розташування
Головний офіс групи компаній «Парус» розташований в Києві. Регіональна мережа налічує близько 45 дочірніх компаній, філій та дилерів у всіх обласних центрах України.

## Історія
Група компаній «Парус» була заснована в 1990 році. День народження компанії — 5 квітня. Перший продаж і впровадження відбулися в грудні 1991 року (системи автоматизації розрахунку та нарахування заробітної плати «Парус-Заробітна плата»). Незабаром були розроблені й випущені програми для автоматизації бухгалтерського, кадрового, складського обліку та інші. Всі ці програмні продукти були об'єднані у дві комплексні системи: «Парус-Підприємство 4.XX» (для комерційних організацій) та «Парус-Бюджет 4.XX» (для бюджетних установ).
У 1998 році вийшли на ринок комплексні системи управління «Парус-Підприємство 8» і «Парус-Бюджет 8» (на базі СКБД Oracle) для великих підприємств і організацій. В 1999 році на ринку з'явились системи «Парус-Підприємство 7» та «Парус-Бюджет 7» (на базі Visual FoxPro) для автоматизації управління та обліку на підприємствах малого і середнього бізнесу та в бюджетних установах відповідно.
Група компаній «Парус» є лауреатом і переможцем різних конкурсів у сфері ІТ, таких як: «Soft Regatta [Архівовано 4 березня 2016 у Wayback Machine.]», «ITC — Award», «ТОП-профі комп'ютерної України», «IT для управління підприємством: нові рішення», «Best CIO 2012 [Архівовано 7 серпня 2013 у Wayback Machine.]» та багатьох інших. Крім того, компанія займає топові позиції в різноманітних рейтингах.

## Програмні продукти
Сьогодні[коли?] розвиваються та підтримуються декілька ліній програмних продуктів:
- JПарус  (працює з використанням «хмарних технологій»);
- Парус-Підприємство 8  (ERP-система);
- Парус-Підприємство 7  (система для автоматизації управління підприємствами середнього та малого бізнесу);
- Парус-Бюджет  (система автоматизації управління установами державного сектору економіки);
- ІАС Парус — Інтернет Консультант  (довідкова інформаційно-аналітична система по законодавству України з on-line оновленням).

## Санкції
15 травня 2017 року рішенням РНБО та указом Президента України Петра Порошенка були введені санкції строком на три роки щодо російських інтернет-сервісів, в тому числі щодо 26 підприємств групи Парус. 14 травня 2020 президент України Володимир Зеленський продовжив заборону. У список увійшло вже 17 компаній корпорації.

## Парус та освіта
Група компаній «Парус» співпрацює з навчальними закладами в рамках всеукраїнської програми «Парус — для навчальних закладів України», учасниками якої стали понад 650 навчальних закладів. Учасники безкоштовно отримують програмне забезпечення для використання у навчальному процесі, методичні посібники, що допомагають освоїти програмні продукти, консультації по гарячій лінії, можливість участі в різноманітних конкурсах та тренінгах для підвищення рівня знань у сфері сучасних ІТ технологій, сертифікацію викладачів і студентів.
Група компаній «Парус» увійшла до рейтингів соціально активних компаній, а саме «ГVардія — рейтинг соціально відповідальних компаній України — 2013 [Архівовано 27 серпня 2013 у Wayback Machine.]» та рейтинг журналу Hallmarker (спільно з громадською організацією «Соціально відповідальне суспільство») — «Соціальний захист, соціальна допомога».